# Жмеринский винодельческий завод
Жмеринский винодельческий завод (укр. Жмеринський виноробний завод) — предприятие пищевой промышленности в городе Жмеринка Винницкой области Украины.

## История
После окончания Великой Отечественной войны на территории Винницкой области начались работы по развитию виноградарства, проходившие под эгидой одесского научно-исследовательского института виноградарства и виноделия, а также других республиканских и всесоюзных учреждений и организаций. Центром виноградарства и виноделия в области являлся винодельческий совхоз имени КИМ, при котором действовал винодельный завод.
С внедрением новых сортов винограда и увеличением объема производства возник вопрос об организации переработки, и была поставлена задача о создании на территории области производства виноградных и плодово-ягодных вин из местного сырья.
Во второй половине 1980-х годов положение предприятия осложнилось в связи с началом антиалкогольной кампании, в ходе которой была поставлена задача о сокращении производства в стране спиртных напитков.
В целом, в советское время Жмеринский винодельческий завод входил в число ведущих предприятий города
После провозглашения независимости Украины завод перешёл в ведение министерства сельского хозяйства и продовольствия Украины.
Летом 2002 года хозяйственный суд Винницкой области начал процедуру банкротства завода.